# Lukta Qiatsuk
 (avril 2025).
La mise en forme du texte ne suit pas les recommandations de Wikipédia : il faut le « wikifier ».
Les points d'amélioration suivants sont les cas les plus fréquents :
- Les titres sont pré-formatés par le logiciel. Ils ne sont ni en capitales, ni en gras.
- Le texte ne doit pas être écrit en capitales (les noms de famille non plus), ni en gras, ni en italique, ni en « petit »…
- Le gras n'est utilisé que pour surligner le titre de l'article dans l'introduction, une seule fois.
- L'italique est rarement utilisé : mots en langue étrangère, titres d'œuvres, noms de bateaux, etc.
- Les citations ne sont pas en italique mais en corps de texte normal. Elles sont entourées par des guillemets français : « et ».
- Les listes à puces sont à éviter, des paragraphes rédigés étant largement préférés. Les tableaux sont à réserver à la présentation de données structurées (résultats, etc.).
- Les appels de note de bas de page (petits chiffres en exposant, introduits par l'outil «  Source ») sont à placer entre la fin de phrase et le point final[comme ça].
- Les liens internes (vers d'autres articles de Wikipédia) sont à choisir avec parcimonie. Créez des liens vers des articles approfondissant le sujet. Les termes génériques sans rapport avec le sujet sont à éviter, ainsi que les répétitions de liens vers un même terme.
- Les liens externes sont à placer uniquement dans une section « Liens externes », à la fin de l'article. Ces liens sont à choisir avec parcimonie suivant les règles définies. Si un lien sert de source à l'article, son insertion dans le texte est à faire par les notes de bas de page.
- La présentation des références doit suivre les conventions bibliographiques. Il est recommandé d'utiliser les modèles {{Ouvrage}}, {{Chapitre}}, {{Article}}, {{Lien web}} et/ou {{Bibliographie}}. Le mode d'édition visuel peut mettre en forme automatiquement les références.
- Insérer une infobox (cadre d'informations à droite) n'est pas obligatoire pour parachever la mise en page.

Pour une aide détaillée, merci de consulter Aide:Wikification.
Si vous pensez que ces points ont été résolus, vous pouvez retirer ce bandeau et améliorer la mise en forme d'un autre article.
Lukta Qiatsuk, né en 1928 à Cape Dorset (aujourd'hui Kinngait, Nunavut) et décédé en 2004, est un graveur, graphiste et sculpteur inuit de nationalité canadienne. Considéré comme l'un des pionniers de l'art inuit contemporain, il a joué un rôle crucial dans la promotion et la diffusion de l'art inuit à travers le monde.

## Biographie
Lukta Qiatsuk né en 1928, est le fils de Kiakshuk, un artiste inuit sculpteur et graphiste de renom. Il a été l'un des membres fondateurs de la West Baffin Eskimo Co-operative, où il a joué un rôle essentiel dans la production et la promotion de l'art inuit. Cette coopérative, basée à Kinngait, est reconnue comme un centre majeur de production de l'estampe, ayant contribué à faire rayonner l'art inuit sur la scène internationale. En tant que maître graveur, il a contribué à la création de plus de deux cents estampes entre 1959 et 1980, dont certaines sont parmi les plus emblématiques de Cape Dorset.
Les graveurs de Cape Dorset, dont Lukta Qiatsuk, ont puisé leur inspiration dans des techniques japonaises comme le sumizuri-e (estampes à l’encre noire sur papier blanc) popularisé par des artistes tels qu’Un’ichi Hiratsuka et Shikō Munakata, les couleurs fluides du kappazuri (impressions au pochoir) de Kichiemon Okamura, et l'utilisation innovante des formes négatives observée dans les œuvres de Yoshitoshi Mori. Cependant, les graveurs inuits n'ont jamais reproduit passivement ces pratiques. Avec créativité et inventivité, ils ont intégré de manière sélective ces influences étrangères, en les adaptant pour mieux refléter leurs valeurs esthétiques et culturelles. Lukta Qiatsuk, accompagné d'autres graveurs pionniers comme Osuitok Ipeelee, Iyola Kingwatsiak, Eegyvudluk Pootoogook et Kananginak Pootoogook, a constamment innové. Leur détermination, leur débrouillardise et leur capacité à s'approprier des influences variées témoignent de la vitalité artistique de l'atelier de Cape Dorset, qui demeure depuis plus de cinquante ans un lieu emblématique de création.
Grâce à son expertise en tant que maître graveur, Lukta Qiatsuk a contribué à la production d'estampes iconiques, souvent exposées dans des galeries renommées. Ces œuvres ont non seulement renforcé la reconnaissance de l'art inuit, mais aussi permis une meilleure appréciation de la culture inuit dans le milieu artistique international.

## Techniques artistiques
Maître graveur, Lukta Qiatsuk a exploré diverses techniques telles que la gravure sur pierre, le pochoir, la linogravure et le frottage sur pierre, démontrant sa maîtrise dans l'art inuit. Ses créations se caractérisent par une représentation de figures humaines, d'animaux et d'oiseaux, avec une fascination particulière pour les hiboux. Parmi ses œuvres marquantes, Owl (1959) illustre avec élégance les plumes ébouriffées d’un hibou en plein vol, réalisée en taille-douce et témoignant de son souci du détail. Seated Woman (vers 1965) est une sculpture en pierre qui exprime avec subtilité la posture et la présence d’une femme assise. Enfin, Dancing Bear (1970) représente un ours dansant avec une fluidité remarquable, incarnant la créativité de Lukta Qiatsuk et son aptitude à insuffler un mouvement dynamique à ses sculptures.
Ces œuvres, parmi d'autres, reflètent non seulement son expertise technique mais également sa capacité à transmettre des éléments culturels et esthétiques profondément enracinés dans la tradition inuit.

## Collections muséales et Expositions
Les œuvres de Lukta Qiatsuk sont conservées dans plusieurs musées prestigieux au Canada et dans le monde. Le Musée canadien de l’histoire, auparavant appelé Musée canadien des civilisations, abrite une vaste collection d'estampes provenant de Cape Dorset, incluant des créations de Lukta Qiatsuk. Le Musée des beaux-arts de l’Ontario est également reconnu pour sa collection d’art inuit contemporain, où plusieurs œuvres graphiques de Cape Dorset, dont celles de Qiatsuk, sont conservées. Le Musée national des beaux-arts du Québec propose une collection représentative d’art inuit, mettant en avant des artistes comme Qiatsuk. Le Brooklyn Museum possède une œuvre de Lukta Qiatsuk dans sa collection. Enfin, le Musée des beaux-arts de Winnipeg, avec son Inuit Art Centre, possède l'une des plus grandes collections d’art inuit au monde, regroupant des centaines d’estampes, dont celles issues de la période fondatrice de Cape Dorset. Ces institutions jouent un rôle clé dans la préservation et la promotion de l’héritage artistique inuit
Durant sa vie, Lukta Qiatsuk a participé à plusieurs expositions de grande envergure, mettant en valeur son talent et celui de sa famille. Parmi elles, l'exposition itinérante intitulée "Sculpture of the Inuit: Masterworks of the Canadian Arctic" a présenté des œuvres de Lukta Qiatsuk et de son père, Kiakshuk, célébrant la sculpture inuit à travers diverses institutions prestigieuses. Entre mai et juin 2003, grâce à une subvention du Conseil des Arts du Canada, Lukta Qiatsuk s'est rendu à Bâle, en Suisse, pour assister à l'ouverture d'une exposition familiale à la Canadian Arctic Gallery, consacrée aux œuvres de sa famille. Cette initiative visait à accroître la visibilité de l'art inuit en Europe et à ouvrir de nouveaux marchés pour les créations de ses fils artistes.
Après sa disparition, ses œuvres ont continué d'être mises en avant dans des expositions majeures. Par exemple, "Inuit Prints: Japanese Inspiration", tenue au Musée des beaux-arts de Winnipeg du 12 mai au 26 août 2012, a souligné les influences japonaises dans les œuvres de Cape Dorset. Entre le 11 juin et le 16 juillet 2022, la Marion Scott Gallery de Vancouver a présenté la collection "The Reinhard Derreth Collection", mettant en avant les œuvres de divers artistes inuits, y compris celles de Qiatsuk. Enfin, l'exposition "Worlds on Paper: Drawings from Kinngait", programmée du 8 mars au 24 août 2025 à la McMichael Canadian Art Collection de Kleinburg, en Ontario, mettra en lumière des dessins de Kinngait, incluant des créations de Lukta Qiatsuk. Ces expositions continuent de célébrer son héritage artistique et de renforcer la reconnaissance de l'art inuit dans le monde.